# Вилхелмина Кристина фон Насау-Зиген
Вилхелмина Кристина фон Насау-Зиген-Хилхенбах (на немски: Wilhelmine Christine von Nassau-Siegen-Hilchenbach; на нидерландски: Wilhelmine Christine vont Nassau-Siegen) е графиня от Насау-Зиген-Хилхенбах и чрез женитба графиня на Валдек-Вилдунген и Пирмонт.

## Биография
Родена е вероятно на 10 юни 1629 година в Хойзден, Северен Брабант, Нидерландия. Тя е най-малката дъщеря на фелдмаршал граф Вилхелм фон Насау-Зиген-Хилхенбах (1592 – 1642) и съпругата му графиня Кристина фон Ербах (1596 – 1646), дъщеря на граф Георг III фон Ербах (1548 – 1605) и четвъртата му съпруга графиня Мария фон Барби-Мюлинген (1563 – 1619). Баща ѝ e губернатор на Хойзден и Слойс.
Вилхелмина Кристина фон Насау-Зиген се омъжва на 26 януари 1660 г. в Аролзен, Хесен, за граф Йосиас II фон Валдек-Вилдунген и Пирмонт (* 31 юли 1636, Вилдунген; † 29 юли 1669, Крит), генерал-майор в Брауншвайг-Люнебург, вторият син на граф Филип VII фон Валдек-Вилдунген (1613 – 1645) и графиня Анна Катарина фон Сайн-Витгенщайн (1610 – 1690). Той е убит в битка в Крит.
Тя умира на 22 януари 1700 или 1707 година на ок. 70 (77) години в Хилдбургхаузен,Тюрингия, Германия. Чрез внукът си Франц Йосиас е прародител на крал Леополд I от Белгиия и на кралица Виктория от Великобритания.

## Фамилия
Вилхелмина Кристина фон Насау-Зиген и граф Йосиас II фон Валдек имат седем деца, от които само една дъщеря пораства:
- Елеанора Луиза (1661 – 1661)
- Вилхелм Филип (1662 – 1662)
- Шарлота Доротея (1663 – 1664)
- Шарлота Йохана (1664 – 1699), омъжена на 2 декември 1690 г. в Маастрихт за херцог Йохан Ернст фон Саксония-Кобург-Заалфелд (1658 – 1729)
- София Вилхелмина (1666 – 1668)
- Максимилиан Фридрих (1668 – 1668), близнак на	Вилхелм Густав
- Вилхелм Густав (1668 – 1669)